# Здание компании «Кулма»
Здание компании «Кулма» — жилой дом с помещениями коммерческого и общественного назначения, построенный в центре Выборга в 1938 году акционерным обществом «Кулма» по проекту архитектора О. Каллио. Примыкающее к зданию компании «Киммо» и обращённое фасадами к Красной площади и к парку имени Ленина семиэтажное здание в стиле функционализм, расположенное на углу проспекта Ленина и улицы Ушакова, включено в перечень памятников архитектуры.

## История
Согласно генеральному плану города 1861 года, разработанному выборгским губернским землемером Б. О. Нюмальмом, территория бывшего Петербургского форштадта была разделена на участки правильной формы. Так с прокладкой новой главной городской магистрали оформились границы площади Красного Колодца, на юго-западном краю которой появились небольшие деревянные жилые домики, построенные в 1860-х годах по проектам архитектора И. Е. Иогансона. Позже деревянная застройка уплотнилась домиками, спроектированными зодчими Ф. А. Оденвалем и А. Исаксоном.
В 1906 году товарищами по учёбе в Гельсингфорсском политехническом училище У. Ульбергом и А. Гюльденом в Выборге было основано архитектурное бюро. Одним из первых заказов стал выполненный в 1907 году проект здания рынка с кинотеатром, — торговой галереи, представлявшей собою в плане букву «Г» и завершавшейся на обоих торцах высокими щипцами. Принадлежавшее акционерному обществу «Кулма» невысокое здание в стиле национального романтизма, вклинившееся в плотную деревянную застройку участка, получило название «Kulmahalli» (фин. kulma «угол», halli «галерея»). Но просуществовало оно относительно недолго, так как согласно генеральному плану города район площади Красного колодца отводился под многоэтажное строительство. Поэтому торговую галерею и соседние домики снесли в 1937 году, когда угловым участком на стыке деловых улиц в самой оживлённой части города заинтересовался Объединённый банк Северных стран, выборгский филиал которого располагался в здании на углу Рыночной и Парадной площадей.
На месте снесённых построек компанией «Кулма» на средства Объединённого банка Северных стран в 1938 году по проекту хельсинкского архитектора О. Каллио в стиле функционализма было возведено внушительное трёхчастное многоквартирное здание с коммерческими помещениями. В комплекс вошли два семиэтажных дома, поставленные параллельно друг другу. Протяжённый фасад основного корпуса — дома-пластины с двумя лестничными клетками — обращён к площади, в сторону городского парка обращён фасад точечного корпуса той же высоты (но вдвое меньшего в длину) с одной лестничной клеткой, а между ними располагается приземистый двухэтажный банковский корпус, первоначально служивший главным операционным центром филиала. Со стороны площади находится арочный заезд в прямоугольный внутренний двор, откуда можно попасть в помещения цокольного этажа, предназначенные для автомобильных гаражей. С северной стороны двор замыкается двухэтажной постройкой, соединяющей основные семиэтажные корпуса.
Два нижних этажа основного корпуса отводились под размещение магазинов, кинотеатра «Palatsi» и одноимённого кафе-ресторана, а на верхних спроектированы квартиры. На второй этаж универсального магазина «Syvänoro» посетители поднимались из вестибюля по первому в Выборге эскалатору (в Хельсинки первый эскалатор появился ненамного раньше: в 1931 году). Представительные банковские комплексы такого типа возводились в странах Фенноскандии под влиянием американских деловых зданий.
Дом компании «Кулма» стал ярким представителем выборгского функционализма, наряду с такими зданиями, как библиотека Алвара Аалто, выборгский архив, музей изящных искусств, дом шведско-немецкого лютеранского прихода, выборгский ломбард, здание компании «Саво-Карельская оптовая торговля» и здание страховой компании «Карьяла».
Главный фасад основного корпуса, выходящий на площадь, имеет симметричную композицию, где на уровне 3-7 этажей чередуются ряды балконов и окон. Центральную часть фасада выделяет два вертикальных ряда балконов, между которыми располагается ряд трёхчастных оконных проёмов прямоугольной формы. Справа и слева от центральных балконов находятся три ряда окон прямоугольной формы. Окна второго этажа имеют горизонтально вытянутую форму, за исключением окон, находящихся над входными проёмами. На первом этаже расположены большие квадратные окна-витрины, а также дверные проёмы, часть из которых является входом в торговые помещения, а остальные в парадные. Венчает фасад карниз под плоской крышей. Аналогична композиция более узких торцевых фасадов семиэтажных корпусов, обращённых к парку.
Внешний облик дома построен на контрасте высот и цветовой гаммы лаконичных фасадов: между низкой светлой центральной постройкой и примыкающими к ней тёмными высокими корпусами. Фасад банка облицован светлым с тёмными прожилками рускеальским мрамором. Соседние корпуса до второго этажа покрыты чёрным карельским гранитом, а их верхние этажи оштукатурены и покрашены в серый цвет. Мраморная облицовка центрального корпуса перекликается по оттенку с отделкой главного входа в библиотеку Алвара Аалто, расположенную в парке неподалёку.

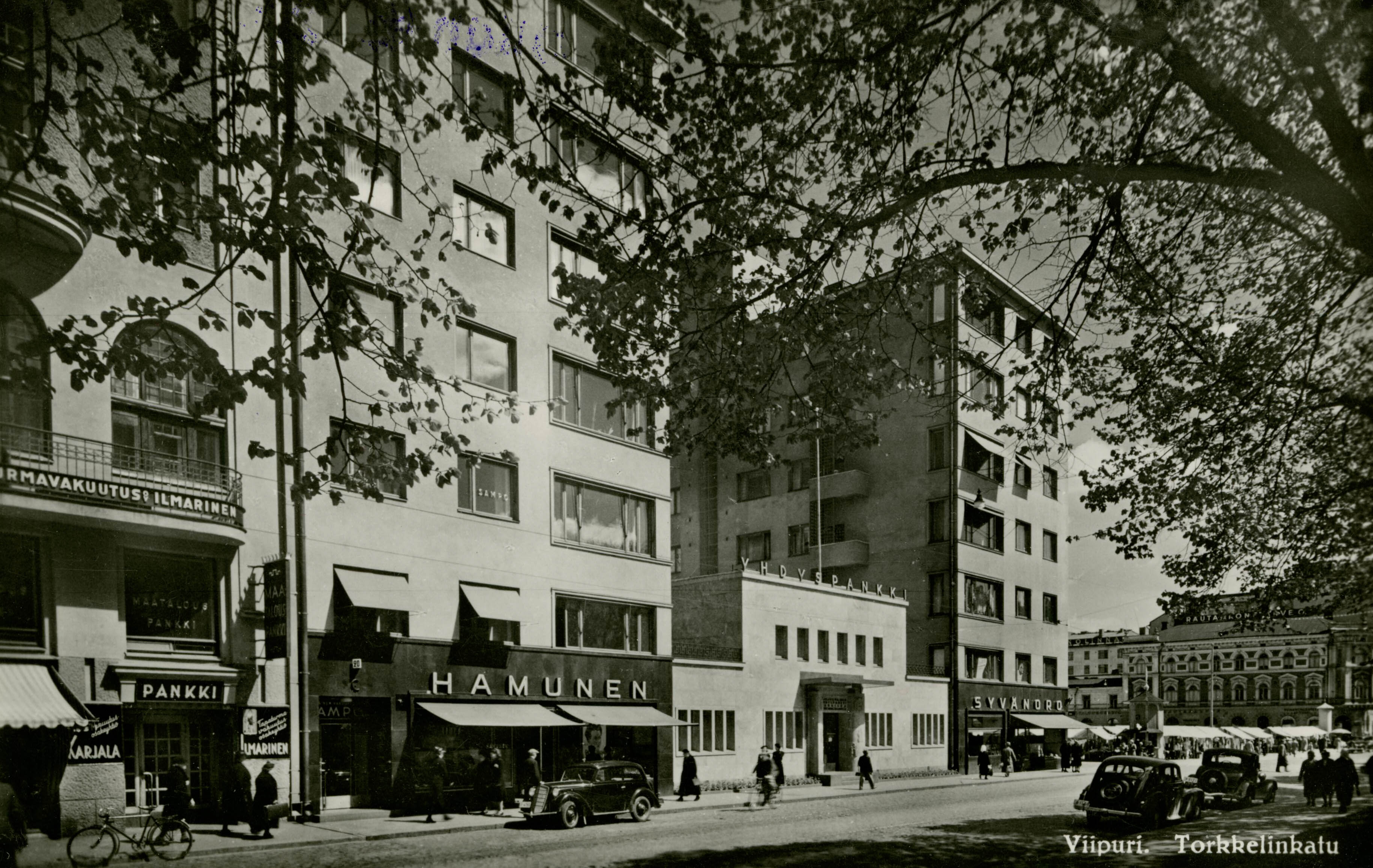
Вид со стороны парка в конце 1930-х годов
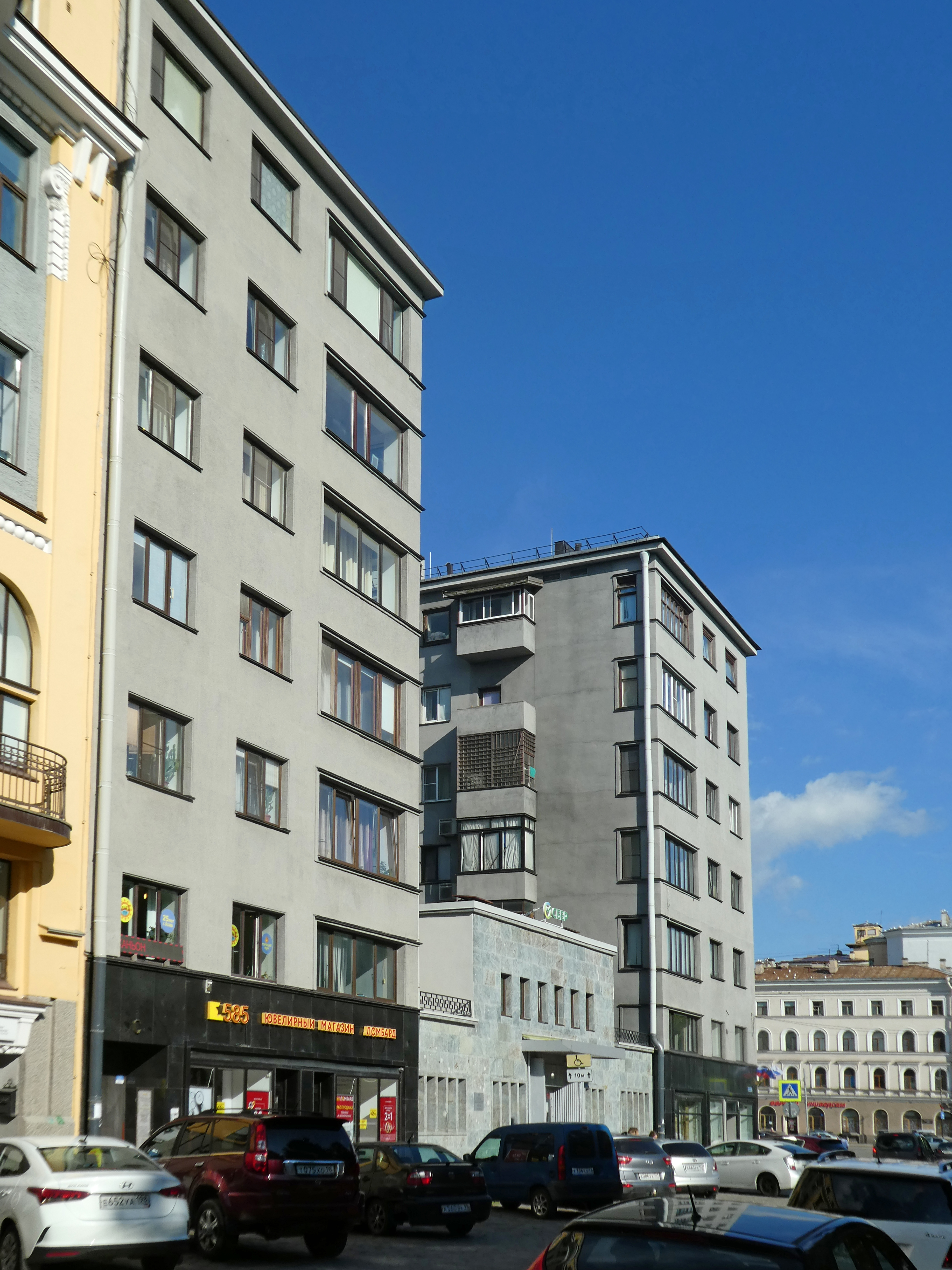
Вид со стороны парка в 2024 году
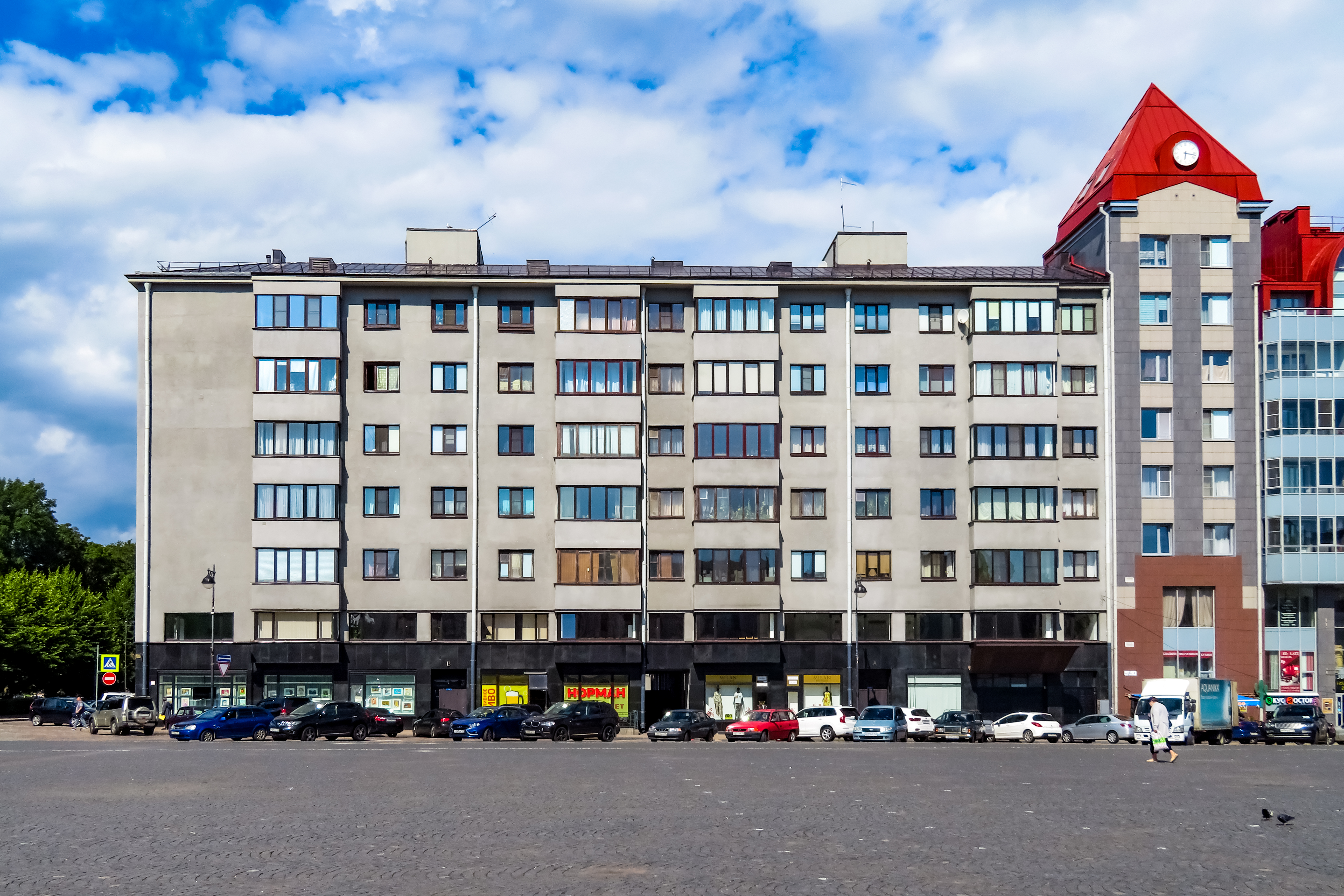
Слева — основной семиэтажный корпус (2023 год)
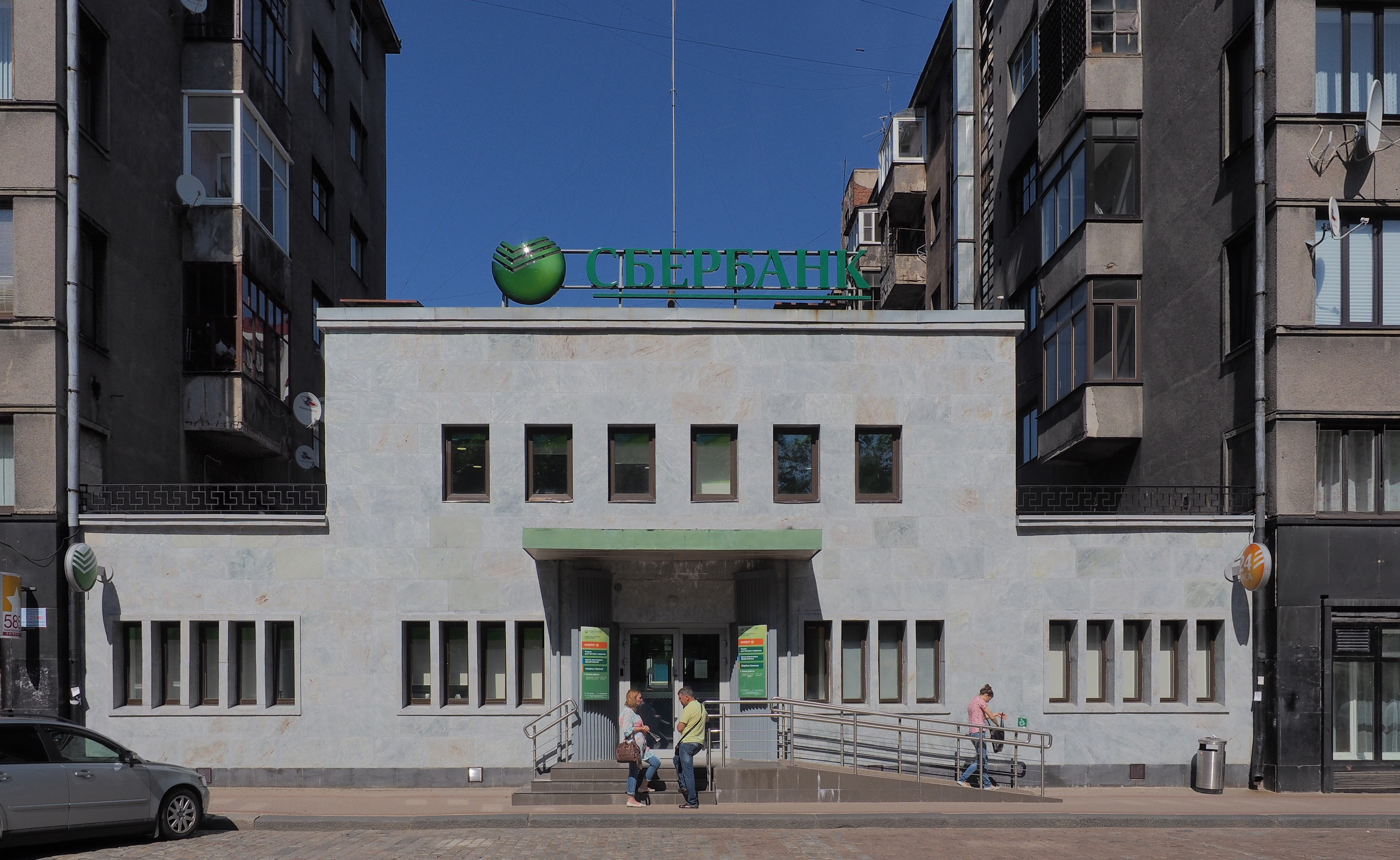
Банковский корпус в 2015 году
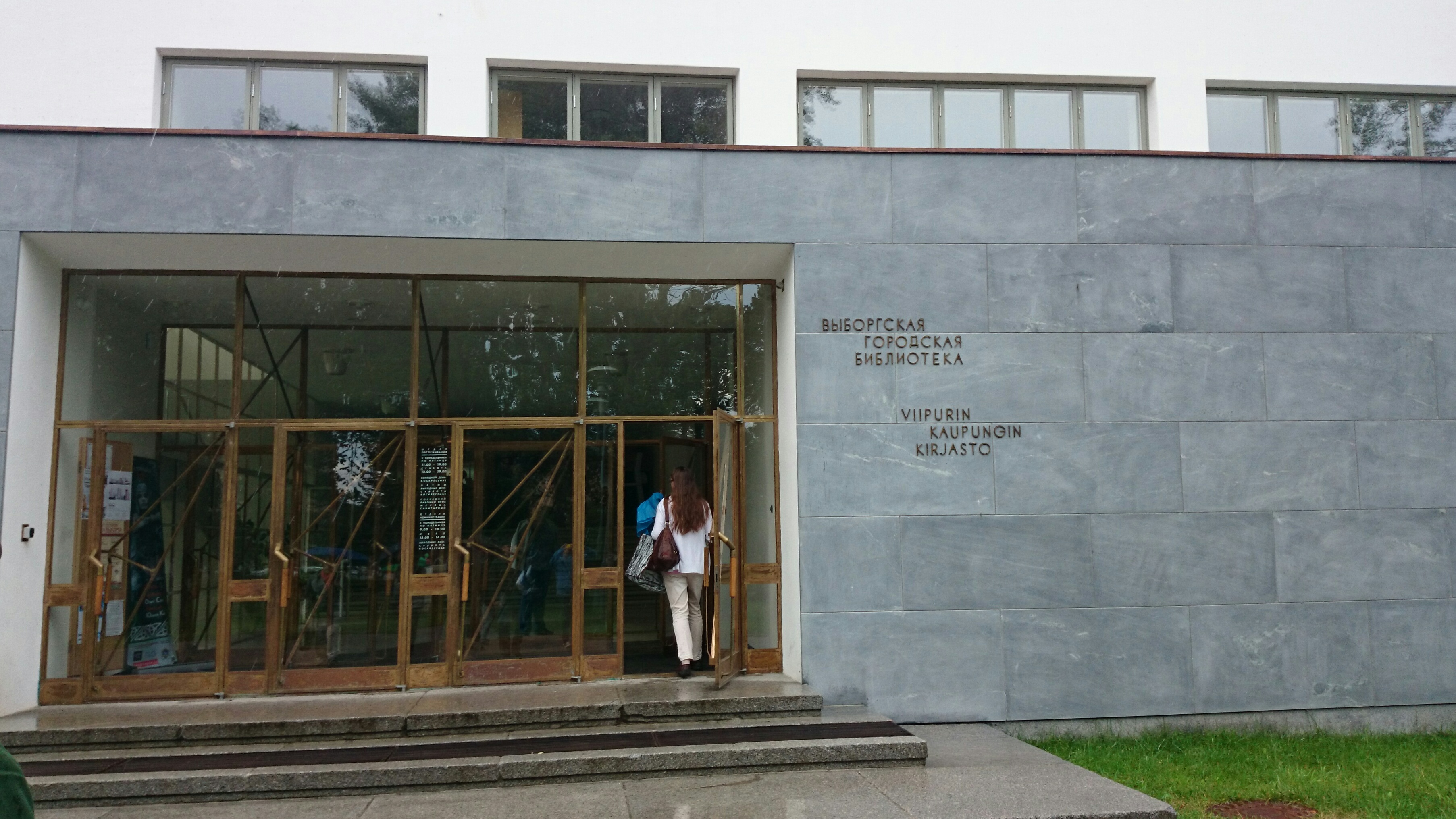
Вход в библиотеку Аалто (2014 год)

Здание компании «Кулма» сравнительно мало пострадало в результате советско-финских войн (1939—1944). В обширных подвальных помещениях банковского корпуса, приспособленных под бомбоубежище, в ходе Выборгской операции 1944 года действовал штаб войсковых частей финской армии, а в послевоенное время — штаб гражданской обороны СССР.
Часть помещений (универмага, кафе-ресторана и кинотеатра «Паласс») была передана открытому в 1945 году областному театру, который в 1947 году сменился на Выборгский районный дом культуры. При этом первоначальное назначение одного из помещений кинотеатра, получившего название «Мир», сохранялось до распада СССР, как и ступени эскалатора, который с военного времени использовался в качестве обычной лестницы. С 1960 года в банковском корпусе размещался Выборгский краеведческий музей, но к 1970 году он был переведён в Выборгский замок, и здание, получившее прозвище «Мавзолей» в связи с местоположением и своеобразным внешним видом, снова стало банковским.